# Indira Huilca
Indira Isabel Huilca Flores, née à Lima le 11 août 1988, est une sociologue et une femme politique péruvienne. 

## Biographie
Elle est née à Lima, dans le district La Victoria. Elle est la fille de Martha Flores et du dirigeant syndical Pedro Huilca Tecse, secrétaire de la Confédération générale des travailleurs du Pérou (CGTP), assassiné en 1992 par Grupo Colina, un groupe paramilitaire qui opérait sous le gouvernement d'Alberto Fujimori.
Elle a étudié à l'école Alfredo Rebaza Acosta dans la ville de Lima et a terminé ses études universitaires en sociologie à la faculté des sciences sociales de l'Université nationale principale de San Marcos, à Lima, et a obtenu une maîtrise en sciences politiques l'Université pontificale catholique du Pérou.
Elle a fait partie de divers collectifs et organisations politiques tels que la Colectiva de Mujeres Feministas de Izquierda, le collectif La Comuna Tejiendo desde el Sur, le Movimiento por el Poder Popular (MPP), le Movimiento Sembrar et, de 2017 à 2019, elle a milité au sein du mouvement Nouveau Pérou dirigé par l'ancienne députée Verónika Mendoza.

## Carrière politique

### Conseillère à la municipalité de Lima
En 2013, elle a été élue conseillère de la municipalité métropolitaine de Lima, où elle a été membre des commissions du développement urbain, de l'environnement, des femmes et de la participation des quartiers, où elle a travaillé pour soutenir et mettre en œuvre des programmes municipaux tels que Barrio Mío, Vivienda Popular et la défense des espaces publics à Lima. Elle a également encouragé la création de la Gerencia de la Mujer en tant qu'organisme responsable des politiques publiques en matière d'égalité des sexes dans la région métropolitaine de Lima.

### Députée de la République
Lors des élections législatives organisées au Pérou le 10 avril 2016, elle s'est présentée comme candidate au Congrès pour Lima au sein de la coalition Front large et a été élue députée.
Dans le cadre de son travail parlementaire, elle a été présidente de la Commission de la femme et de la famille, ainsi que membre à part entière de la Commission du travail et de la sécurité sociale6 dans laquelle elle a œuvré pour les droits des femmes, des travailleurs, de la communauté LGTBI, entre autres. En juillet 2017, elle fait partie du groupe de congressistes qui se sépare du Front Large et crée le bloc Nouveau Pérou, reconnu en septembre 2017.
En août 2019, elle a été élue porte-parole officielle du caucus Nouveau Pérou pour la période 2019 - 2020. Le 30 septembre de la même année, elle a participé activement au débat sur la question de confiance présentée par le gouvernement, qui a été interprétée comme un rejet factuel par ce dernier et, en conséquence, le président du Pérou a décrété la dissolution du Congrès. En octobre 2019, elle démissionne du Mouvement Nouveau Pérou en raison de la politique d'alliance électorale que ce mouvement a adoptée dans le cadre des élections extraordinaires du Congrès du 26 janvier 2020.